# Zeevolk
In de veertiendelige fantasyserie Het Rad des Tijds - geschreven voor Robert Jordan - zijn de Zeevolkeilanden groepen eilanden in de Zee der Stormen en de Arythische Oceaan die onder bescherming staan van het Zeevolk.
De namen van de eilanden zijn als volgt: Aile Somara, Aile Jafar, Tremalkin, Cindalkin en Aile Dashar.
In het boek worden de eilanden slechts vaag omschreven. Bekend is dat in "Vuur uit de Hemel" de Seanchanen de Aile Somara ten oosten van Falme en Tarabon hebben bezet, en dat Hoogvrouwe Suroth in Cantorin verblijft.
Wanneer Rhand Altor in Shadar Logoth de smet op Saidin verwijderd met de enorme Sa'angrealen in Cairhien en Tremalkin (waarmee Nyneave Almaeren hem helpt) worden er op Tremalkin massamoorden gepleegd, allemaal zelfmoord.
De Amayar - de vastelandbewoners van de eilanden van het Zeevolk - zeggen hierna dat de dag van de illusie voorbij is en vragen het geschenk van de overtocht naar andere eilanden, ook al zijn de Aile Somara en misschien ook de Aile Jafar door de Seanchanen bezet.
Aiel-woestijn · Altara · Amadicia · Andor · Arad Doman · Arafel · Cairhien · Eilanden van het Zeevolk · Falme · Geldan · Illian · Kandor · Land van de Waanzinnigen · Malkier · Mayene · Morland · Saldea · Seanchan · Shara · Shienar · Tarabon · Tar Valon · Tyr · de Verwording